# Kirby Mass Attack
Kirby Mass Attack, conosciuto in Giappone come Atsumete! Kirby (あつめて！カービィ?, Atsumete! Kābī) è un videogioco a piattaforme per Nintendo DS pubblicato per la prima volta il 4 agosto 2011 e in Europa il 28 ottobre 2011. Nel gioco Kirby, mentre faceva una passeggiata, è stato diviso in 10 piccoli Kirby da Necrodeus. In questo stato i piccoli Kirby da soli sono quasi innocui e solo unendo le forze possono distruggere Necrodeus e tornare alla normalità.

## Trama
Il gioco inizia con Kirby che visita le Isole Popopo, situate nella parte meridionale del pianeta Popstar e schiaccia un pisolino. Mentre dorme viene attaccato dal malvagio Necrodeus, capo della banda degli Spiriteschi che lo divide in 10 Kirby aventi solo un decimo della forza dell'originale. Necrodeus uccide tutti i Kirby, ormai indeboliti, tranne uno, che riesce a fuggire. A quel punto appare una stella, il Cuore Eroico di Kirby, che Kirby seguirà ovunque e grazie al quale può volare per brevi distanze. Il Kirby rimasto parte alla ricerca di Necrodeus, recuperando gli altri nove mangiando la frutta. Purtroppo gli scagnozzi di Necrodeus, gli Spiriteschi, fanno da guardia alle varie Isole (mondi), e ogni volta che Kirby passa da isola a isola, ne rimane sempre uno solo. Dopo aver sconfitto Teschio Supremo, scoprono che per arrivare all'isola dove risiede Necrodeus, devono prendere tutte le medaglie arcobaleno presenti nei livelli di tutte le isole, e ma gli scagnozzi di Necrodeus, intimoriti dalla forza di Kirby, sono scappati. Alla fine i 10 Kirby riescono a far apparire l'isola di Necrodeus grazie al potere delle monete arcobaleno e lì devono affrontare i Boss di tutte le isole e infine raggiungono Necrodeus, il quale divora lo scettro magico, unica cosa in grado di riportare Kirby alla sua forma originaria. I 10 Kirby lo affrontano e lo distruggono ottenendo così l'ambito scettro e tornando uno. Molto bello è il pensiero di Kirby, una volta tornato sé stesso, mentre tornava a casa: "In fondo, le stelle sono così brillanti soltanto grazie all'oscurità che le circonda...".

## Modalità di gioco
Il gioco non dispone di una grafica troppo elevata ma questo non compromette il gioco, per muovere i piccoli Kirby non si usa la pulsantiera +, bensì lo stilo con il quale si possono far camminare i Kirby tenendolo premuto avanti a loro, si possono far correre tenendolo premuto davanti a loro dopo avere toccato due volte velocemente lo schermo, si possono infine scagliare su un bersaglio lanciandoli con lo stilo o toccando il bersaglio, inutile dire che più attaccano più è probabile la riuscita dell'attacco. Il gioco inizia con un Kirby, ed è possibile ottenerne un altro con 100 punti frutta, ottenuti mangiando la frutta sparsa per i livelli. Una mela fornisce un punto frutta, la banana 10, il melone 30 e i pomodori Maxim ne valgono 100, e se si ottengono 100 punti frutta quando si ha tutti i Kirby, si ottiene un bonus di 10 000 punti. Ogni Kirby può resistere a un colpo, dopo averlo subito diventa blu e se ne subisce un altro morirà, ma se si dispone di più Kirby è possibile afferrare al volo l'anima dei Kirby appena morti e riportarli alla vita nel colore blu. Alla fine di ogni livello viene valutata la bravura del giocatore: se non si ha subito nessun danno il livello riceve una stella d'oro, se nessun Kirby è morto una stella d'argento, se dei Kirby sono morti ma siete riusciti a salvarli in tempo ricevete una stella di bronzo, se dei Kirby sono morti e non avete fatto in tempo ad afferrarli non ricevete nessuna stella; uno dei premi più ambiti del gioco è "Abbasso il bronzo" che consiste nel riuscire a completare tutti i livelli di ogni isola con la stella d'oro o d'argento. Se si completa un livello per la prima volta, si può prendere una scorciatoia a metà livello, ma non darà al giocatore nessuna stella. I Kirby devono spostarsi per le quattro Isole Popopo per affrontare Necrodeus, ma sono tutte infestate dagli Spiriteschi, seguaci di Necrodeus, e cambiare isola risulta nella perdita di tutti i Kirby tranne uno. Tuttavia, sconfiggendo il quarto boss, Teschio Supremo, gli Spiriteschi lasceranno le isole. Prima di allora, in un livello dell'isola in cui il giocatore è arrivato, tutti i frutti eccetto i pomodori Maxim diventeranno meloni finché non verranno ripristinati tutti i Kirby. Invece, se il giocatore perde un livello per tre volte di fila, comparirà un leccalecca che rende i Kirby invincibili per un breve periodo. In ogni livello sono presenti tre o cinque medaglie di cui una arcobaleno, essenziali per sbloccare l'ultima isola, infestata dagli Spiriteschiacci, ed entrarci lascia il giocatore con solo un Kirby.
Il gioco dispone di due modalità: Storia ed Extra.
- Storia: in questa modalità si prosegue con la trama e si possono anche vincere dei mini-giochi o aiuti nella modalità extra. La modalità storia è completata dopo aver ottenuto la stella d'oro in tutti i livelli, aver ottenuto tutti i premi e trovato tutte le medaglie.
- Extra: in questa modalità si possono riascoltare le musiche di gioco o vedere i video della modalità Storia o accedere agli elenchi dei premi per aiutarvi a entrare in possesso di questi ultimi oppure fare divertenti mini-giochi (in alcuni mini giochi come Kirby Quest appaiono dei personaggi che appartengono all'anime di Kirby, ad esempio Escargoon).

### Abilità
In questo gioco Kirby essendo diviso in 10 piccoli Kirby non può risucchiare i nemici e quindi assorbirne le abilità, ma il Cuore Eroico di Kirby consentirà ai piccoli Kirby di radunarsi e volare per piccole distanze, per fare questo non è necessario possedere più di un Kirby.

## Accoglienza
| Testata               | Giudizio |
| --------------------- | -------- |
| Metacritic (media al) | 83/100   |
| 1UP.com               | A-       |
| Destructoid           | 9,5/10   |
| Eurogamer             | 8/10     |
| Famitsū               | 36/40    |
| Game Informer         | 8,5/10   |
| GamePro               | 4,5/5    |
| GameSpot              | 8,5/10   |
| GamesRadar+           | 4/5      |
| GameTrailers          | 8,1/10   |
| IGN                   | 8,5/10   |
| Joystiq               | 4/5      |
| Nintendo Life         | 9/10     |
| Nintendo Power        | 8/10     |
| Nintendo World Report | 8,5/10   |

Kirby Mass Attack ha ricevuto recensioni "generalmente favorevoli", secondo l'aggregatore di recensioni Metacritic. Destructoid ha dichiarato: "Progettato in modo intelligente, straordinariamente carino e dedito al divertimento, Kirby Mass Attack è un gioco che dovrebbe entrare a far parte della tua libreria portatile senza dubbio". 1UP.com ha affermato che si trattava di un "gioco geniale".